# Verrückter Wissenschaftler

Ein verrückter Wissenschaftler

Der verrückte Wissenschaftler (englisch mad scientist) ist eine literarische Figur, ein Rollenfach oder Stereotyp der Popkultur. Er tritt in Romanen, Comics, Filmen, Fernsehserien und Computerspielen auf.

## Definition
Es handelt sich beim „Mad Scientist“ um ein naturwissenschaftliches „Genie, dessen Fähigkeiten zu groß sind, als daß sie noch jemand kontrollieren könnte“. Ein solcher, sogenannter verrückter Wissenschaftler „verfolgt in seinen Untaten eine Utopie, will aber der Menschheit grundsätzlich einen Dienst erweisen“. Ein Mad Scientist experimentiert an sich selbst (wie in Dr. Jekyll und Mr. Hyde), an Leichen (wie in Frankenstein), an Menschen (wie in Sie sind verdammt) oder an Tieren (wie in Insel der verlorenen Seelen); und seine Experimente schlagen oft mit ungeahnten Folgen fehl.

## Charakter und Verhalten
Charakterliche Indikatoren für verrückte Wissenschaftler sind häufig ein erkennbarer Sadismus (etwa Freude am Leiden von Versuchspersonen oder -tieren, Freude am Foltern von Menschen, die seiner Gewalt ausgeliefert sind), Größenwahn, Prahlsucht (vgl. etwa Zyklotrop in der Comicserie Spirou und Fantasio) und ein zwanghafter Drang zur Erlangung der Herrschaft über andere Menschen oder gar der Weltherrschaft (vergleiche etwa Dr. Mabuse,  Dr. No oder die Labormaus Brain).
Verhaltensindikatoren für den bösen verrückten Wissenschaftler sind ein kehliges oder donnerndes Lachen aus Freude über eigene (böse) Pläne oder Taten oder aus Freude über die eigene Schlechtigkeit, ein fies kicherndes und hämisches In-sich-hinein-Lachen (z. B. Professor Sivana in Jerry Ordways The Power of Shazam!), unnötige Grausamkeit gegen schutzlos Ausgelieferte, z. B. Gefangene (etwa Königin Morgana in MacGyver) und schikanöser Umgang mit Untergebenen und Helfershelfern (Dr. Eric Vornoff in Die Rache des Würgers).

## Entwicklung
Ein Beispiel im Film zum sich dem Bösen zuwendenden verrückten Wissenschaftler ist Dr. Wells im 1932 in den USA erschienenen Film Doctor X. 
Das älteste Beispiel für böse verrückte Wissenschaftler im Comic sind die drei Affen aus Micky Maus’ Abenteuer Blaggard Castle (1932). Ein weiteres Beispiel für die filmische Darstellung eines verrückten Wissenschaftlers ist der 1940 erschienene Film Dr. Zyklop, in dem ein größenwahnsinnig gewordener Biologe Tiere und Menschen mittels Radiumstrahlung schrumpfen lässt.
Nach dem Zweiten Weltkrieg lässt sich eine beträchtliche Zunahme des Figurentypus beobachten. Die grausamen Menschenversuche in nationalsozialistischen Konzentrationslagern, zum Beispiel durch Josef Mengele, sowie die Ideologisierung der Wissenschaft (Schaffung einer „deutschen Physik“) riefen Skepsis und Misstrauen hervor. Die Atombombenabwürfe auf Hiroshima und Nagasaki schürten dieses Unbehagen weiter.
Der nukleare Rüstungswettlauf während des Kalten Krieges, der nach der Strategie der MAD (Mutual assured destruction) betrieben wurde, wurde unter dem Namen „Gleichgewicht des Schreckens“ zum Symbol des Gefahrenpotenzials, das von der Wissenschaft ausging. Das Wettrüsten der Weltmächte USA und UdSSR trotz des Erreichens der sogenannten „Overkill-Kapazitäten“ illustrierte in den Augen vieler die Unvernünftigkeit des wissenschaftlichen Forschens.
Stanley Kubricks Film Dr. Seltsam oder: Wie ich lernte, die Bombe zu lieben mit Peter Sellers in der Titelrolle spiegelt die Furcht vor der destruktiven Macht der Wissenschaft. Als eine der Vorlagen für die Figur soll Edward Teller, der „Vater der Wasserstoffbombe“, gedient haben (siehe auch unten). In dem Science-Fiction-Film Tarantula von 1955 züchtet ein biologischer Wissenschaftler namens Prof. Gerald Deemer, verkörpert von Leo G. Carroll, in seinem Labor mehrere Tiere mit rasantem Riesenwuchs heran, darunter eine ausgebrochene Tarantel, dabei entwickelt der Wissenschaftler selbst eine dem Elefantenmenschen ähnliche Körpermutation.
Auch in dem Horrorfilm Der Kopf, der nicht sterben durfte von 1962 tritt ein verrückter Wissenschaftler auf; ebenso in Die Gehirnwäsche (Originaltitel: Human Experiments) von 1979 (Regie: Gregory Goodell).
Mit dem Ausklingen des Kalten Krieges seit den 1980er Jahren und seiner definitiven Beendigung 1990 trat die Bedrohung durch die Wissenschaft in den Hintergrund. Der verrückte Wissenschaftler machte anderen Schurkentypen Platz. Im Zeitalter der Globalisierung und Medialisierung ist der machtgierige Manager, der seine düsteren Machenschaften mit einer Fassade von Kultiviertheit und Respektabilität kaschiert, an die Stelle des verrückten Wissenschaftlers getreten.
Der Geheimagent James Bond, der in den 1960er Jahren noch Wissenschaftlerschurken wie Dr. No und Ernst Stavro Blofeld bekämpfte, hat in den 1990er Jahren nahezu ausschließlich Gegenspieler wie den Medienmogul Elliott Carver oder die Industrielle Elektra King. Ein weiteres Beispiel für den Trend vom verrückten Wissenschaftler zum maliziösen Wirtschaftsmenschen wäre Supermans ewiger Erzfeind Lex Luthor: Dieser wurde von einem archetypischen verrückten Wissenschaftler in den 1980er Jahren in das korrupte Oberhaupt eines international operierenden Mammutkonzerns umgewandelt, der seinen Einfluss und seine finanziellen Ressourcen für allerlei fragwürdigen Handel nutzt. Am Anfang des Actionfilms Batman & Robin von 1997 hat ein exzentrischer Wissenschaftler namens Dr. Jason Woodrue, dargestellt von Schauspieler John Glover, der mit der künstlichen Zucht von Menschen experimentiert, einen kurzen Auftritt. Dem Charakterbild des verrückten Wissenschaftlers ähnelnde Figuren treten auch in den Horrorfilmen Re-Animator von 1985 und Hollow Man – Unsichtbare Gefahr von 2000 auf. In dem Stop-Motion-Puppenfilm Nightmare Before Christmas von Schöpfer und Produzent Tim Burton von 1993 tritt der im Rollstuhl sitzende Wissenschaftler Doctor Finklestein auf, der seine Schädeldecke aufklappen und den Blick auf sein Gehirn freigeben kann.